# Pourouma cecropiifolia
Pourouma cecropiifolia, comúnmente llamado caimarón o uvilla, es una especie de árbol frutal originario de la selva amazónica (norte de Bolivia, oeste de Brasil, sudeste de Colombia, este de Ecuador, este de Perú,  sur de Venezuela). que produce una fruta denominada caimarona o uva de monte. Los amerindios la cultivan, desde mucho antes de la llegada de los españoles y portugueses a América. Aún es posible encontrar variedades silvestres.

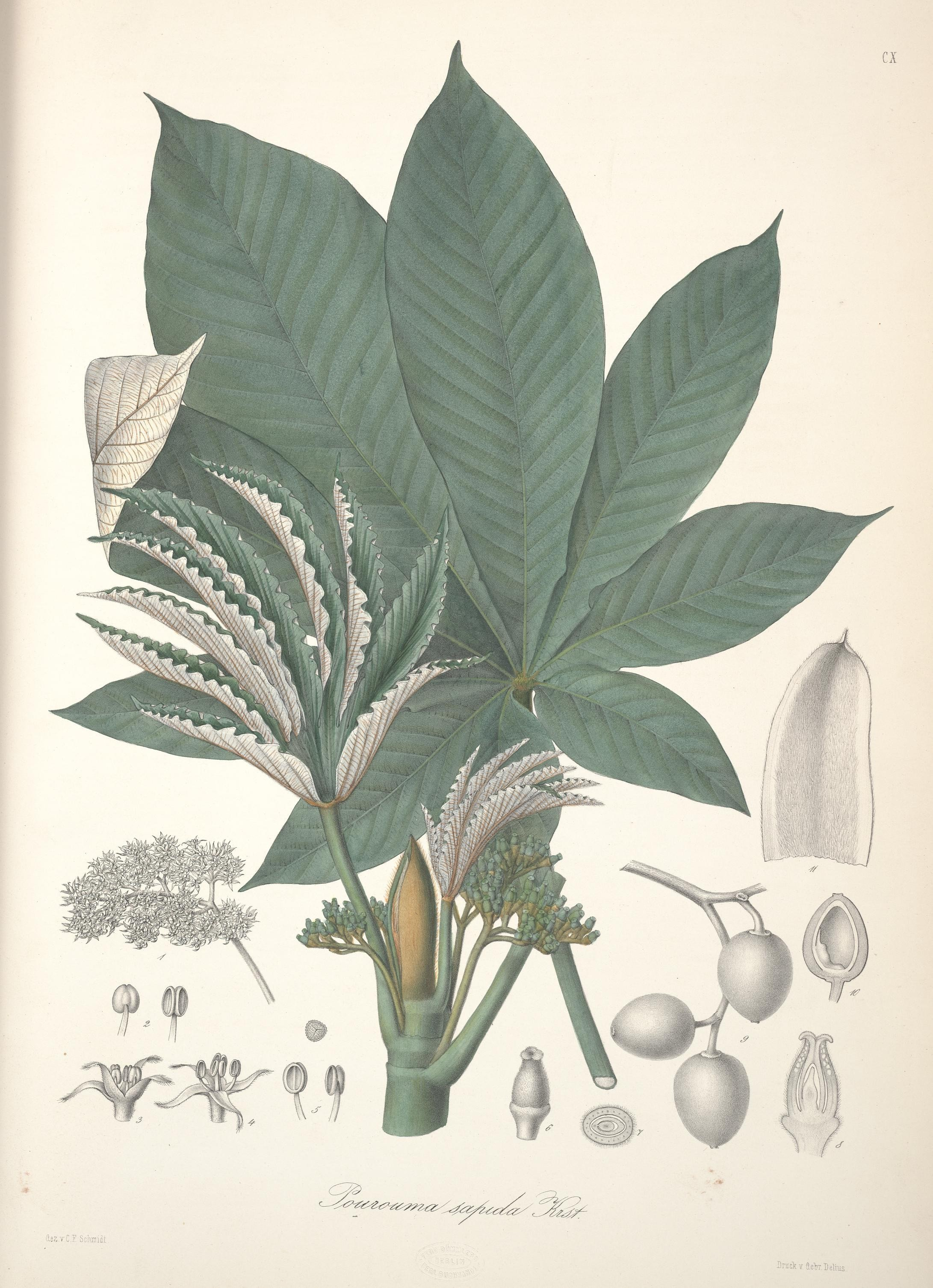
Pl. CX Florae Columbiae

Tiene de 12 a 15 m (y no infrecuente 20 m) de altura. El tronco es cilíndrico, delgado, con copa, corteza gris provista de anillos. Sus hojas son alternas, profundamente lobuladas, compuestas, con 9–11 folíolos de 10–20 cm × 2,5–4 cm, y un pecíolo de 20 cm de largo. Flores blancas, producidas 20 o más juntas en una inflorescencia de 10 cm de largo; al ser dioico tiene cada sexo en pies distintos: dos clases de flores, las pestiladas o hembras y las estaminadas o machos.
Fruto comestible, ovoide, 4 cm de diámetro, drupaceo. La cáscara es verde al formarse, se vuelve violeta al madurar y se desprende con facilidad; la pulpa es blancuzca, dulce y jugosa y envuelve una semilla. Además de agua contiene fósforo, potasio y pequeñas cantidades de calcio, hierro, sodio, vitaminas B y C y grasa. Se consume directamente como fruta o se utiliza en la preparación de bebidas refrescantes o en la fabricación de néctares, jaleas, mermeladas y vino.
Se desarrolla en zonas húmedas no inundables con precipitación anual entre 1.000 y 3.400 mm, a menos de 1.200 m s. n. m. con temperaturas entre 17 y 25 °C.

## Nombre común
Uva caimarona, caimarón, uva de árbol, uvilla, cucura, camuirro, mapati, tanaribe, puruma y purrum.

## Especies relacionadas
- Pourouma bicolor (Mart. 1843)
- P. bolivarensis (Berg, 1982)
- P. chocoana (Standl. 1940)
- P. cordata (Berg 2004)
- P. cucura (Standl. & Cuatrec. 1951)
- P. elliptica (Standl. 1937)
- P. floccosa (Berg)
- P. guianensis (Aubl. 1775)
- P. herrerensis (Berg)
- P. hirsutipetiolata (Mildbr. 1927)
- P. melinonii (Benoist 1922)
- P. minor (Benoist, 1924)
- P. mollis (Trécul)
- P. montana (Berg 2004)
- P. napoensis (Berg)
- P. oraria (Standl. & Cuatrec.)
- P. ovata (Trécul.)
- P. phaeotricha (Mildbr.)
- P. saulensis (Berg & Kooy)
- P. sciadophylla (Mart.)
- P. stipulacea (Berg)
- P. subplicata (Standl. 1937)
- P. tomentosa (Mart. ex Miq. 1853)
- P. velutina (Mart. ex Miq.)
- P. villosa (Trécul)